# Gus Kenworthy
Augustus Richard Kenworthy, detto Gus (Chelmsford, 1º ottobre 1991), è uno sciatore freestyle, attore e attivista per i diritti LGBT statunitense e britannico, specialista dello slopestyle e dell'halfpipe. Ha vinto l'argento ai Giochi olimpici invernali di Soči 2014.

## Biografia
È nato a Chelmsford, nell'Essex, da madre inglese, Heather "Pip" Tyler, e da padre statunitense, Peter Kenworthy. Ha due fratelli maggiori, Hugh e Nick Kenworthy. Dal 2015 al 2019 ha intrattenuto una relazione sentimentale con l'attore e drammaturgo Matthew Wilkas.
Il padre dal 2006 è direttore esecutivo del festival cinematografico Mountainfilm a Telluride, in precedenza era bancario a Filadelfia ed ha lavorato anche a Londra per diversi anni. La madre è originaria di Bristol, in Inghilterra. È nata in una famiglia numerosa, con otto fratelli.  Dopo essersi trasferita a Londra nei primi anni settanta, ha iniziato a lavorare sui costumi nel backstage del Kings Head Theatre Club. A Londra ha anche gestito uno stand vintage al Camden Lock Market. Nel 1993, quando Gus Kenworthy aveva due anni, la famiglia emigrò a Telluride.
Gus Kenworthy si è diplomato alla Telluride High School nel giugno 2010. Avrebbe potuto laurearsi nel 2009, ma decise invece di prendersi un anno libero per sciare.
Nell'ottobre 2015 ha fatto coming out attraverso Twitter, dichiarando pubblicamente di essere omosessuale. È stato assieme ad Adam Rippon il primo atleta apertamente gay a partecipare alle Olimpiadi invernali. Nel corso della sua carriera si è speso più volte in favore del riconoscimento dei diritti della comunità LGBTI. Si è speso pubblicamente contro la legge voluta da Hassanal Bolkiah sultano del Brunei che criminalizza l'omosessualità, prevedendo la pena di morte ed ha criticato il segretario Mike Pence e Donald Trump per non essersi attivati per esercitare sufficienti pressioni internazionali sulla monarca islamico.
Nel 2017 è stato ritratto nella nona edizione annuale del Body Issue dell'magazine ESPN The Magazine che rappresenta fotograficamente il corpo di grandi atleti dello sport contemporaneo.
Dopo i Giochi olimpici di Pyeongchang 2018, prima di fare rientro alla Corea del Sud, grazie all’aiuto della Humane Society International,  si è battuto per far chiudere un allevamento cani, destinati al macello per l'alimentazione umana.
Ha criticato il CIO per l'assegnazione delle Olimpiadi di Pechino 2022 alla Cina, paese responsabile di gravi violazioni dei diritti umani.

### Carriera sportiva
Ha esordito nelle competizioni internazionali gareggiando per la nazionale statunitense. Si è messo in mostra ai mondiali juniores di Snow Park 2010 dove ha vinto l'argento nello slopestyle.
Ha esordito in Coppa del Mondo il 9 dicembre 2011 a Copper Mountain dove si è classificato 18º nell'halfpipe. Ha ottenuto il primo podio il 16 febbraio 2013 a Soči (2º nell'halfpipe) e la prima vittoria il 28 febbraio 2015 a Park City sempre nella stessa disciplina.
Ha rappresentato gli Stati Uniti a due edizioni dei Giochi olimpici invernali: Soči 2014, dove ha guadagnato la medaglia d'argento grazie al 2º posto in classifica nello slopestyle; e Pyeongchang 2018, in cui si è classificato 12º nello slopestyle, dopo aver subito un grave infortunio alla mano.
Ha preso parte a tre dei Campionati mondiali, vincendo la medaglia d'argento a Sierra Nevada 2017.
Nel 2018 in aperta critica contro le politiche omofobe portate avanti dell'amministrazione del presidente Donald Trump ha disertato il ricevimento degli atleti olimpici alla Casa Bianca.
Dal 4 dicembre 2019 ha iniziato a gareggiare per la nazionale britannica.
Il 14 febbraio 2020, vincendo nell'half pipe al Calgary Snow Rodeo in Canada, è diventando il primo sciatore freestyle a conquistare un oro in Coppa del Mondo per la Gran Bretagna nella specialità.
Ha rappresentato la Gran Bretagna ai Giochi olimpici di Pechino 2022, dove si è classificato 8º nell'halfpipe. Al termine dei Giochi si è ritirato dall'attività agonistica.

### Recitazione
Nel febbraio 2019 è stato annunciato che Kenworthy avrebbe preso parte alla nona stagione della serie televisiva American Horror Story, nei panni di Chet Clancy.
Nel 2019, ha partecipato al RuPaul's Drag Race, All Stars 4, episodio 3, "Snatch Game of Love", come uno degli scapoli disponibili.

## Palmarès

### Stati Uniti
- Giochi olimpici

Soči 2014: argento nello slopestyle;
- Mondiali

Sierra Nevada 2017: argento nello slopestyle;
- Mondiali juniores

Snow Park 2010: argento nello slopestyle;

#### Coppa del Mondo
- Miglior piazzamento in classifica generale: 9º nel 2015.
- 7 podi:
  - 2 vittorie;
  - 2 secondi posti;
  - 3 terzi posti.

##### Coppa del Mondo - vittorie
| Data             | Luogo     | Paese       | Disciplina |
| ---------------- | --------- | ----------- | ---------- |
| 28 febbraio 2015 | Park City | Stati Uniti | HP         |
| 23 gennaio 2016  | Mammoth   | Stati Uniti | HP         |

Legenda:

HP = halfpipe

### Gran Bretagna

#### Coppa del Mondo
- Miglior piazzamento in classifica generale: ? nel 2020.
- 1 podi:
  - 1 vittorie;
  - 0 secondi posti;
  - 0 terzi posti.

##### Coppa del Mondo - vittorie
| Data             | Luogo   | Paese  | Disciplina |
| ---------------- | ------- | ------ | ---------- |
| 14 febbraio 2019 | Calgary | Canada | HP         |

Legenda:

HP = halfpipe

## Filmografia

### Cinema
- Olympic Dreams, regia di Jeremy Teicher (2019)
- AHS9 Cast Teasers - cortometraggio (2019)

### Televisione
- The Real O'Neals – serie TV, 1 episodio (2016)
- New York Is Dead – serie TV, 1 episodio (2017)
- Sharknado 5: Global Swarming, regia di Anthony C. Ferrante – film TV (2017)
- American Horror Story – serie TV, 9 episodi (2019)
- Will & Grace – serie TV, 1 episodio (2020)